# Campana partido
Campana  egy partido (körzet) Argentínában a Buenos Aires tartományban. A fővárosa Campana.

## Települések
Localidades
| - Campana - Alto Los Cardales |

## Népesség
| Népesség | 7.733 | 15.470   | 17.250  | 30.747  | 44.297  | 57.839  | 71.464  | 83.698  |
| Változás | -     | +100,05% | +11,50% | +78,24% | +44,06% | +30,57% | +23,55% | +17,12% |